# 6573 Magnitskij
6573 Magnitskij eller 1974 SK1 är en asteroid i huvudbältet som upptäcktes den 19 september 1974 av den ryska astronomen Ljudmila Tjernych vid Krims astrofysiska observatorium på Krim. Den är uppkallad efter den ryske matematikern Leontij Filippovitj Magnitskij (1669–1739).
Asteroiden har en diameter på ungefär sju kilometer och den tillhör asteroidgruppen Astraea.